# رتيبة (تصنيف)
الرتيبة (بالإنجليزية: Suborder)‏ في التصنيف العلمي للأحياء إحدى درجات الرتبة وهي منزلة تصنيفية تعلو الفيلق وتقبع بين الفصيلة والرتبة.واللاحقة اللاتينية التي ترمز للرتيبة في الفطريات هي -ineae ومن أمثلة الرتيبات في الحيوانات شبيهة القططيات ومتباينات الأجنحة والحيتان المسننة.